# Provincia di Mindoro Occidentale
La provincia di Mindoro Occidentale (in inglese: Occidental Mindoro, in filippino: Kanlurang Mindoro) è una provincia delle Filippine nella regione Mimaropa. Occupa la metà occidentale dell'isola di Mindoro, il capoluogo provinciale è Mamburao ma San Jose è la municipalità più popolata.

## Geografia antropica

### Suddivisioni amministrative
La provincia di Mindoro Occidentale è divisa in 11 municipalità.
- Abra de Ilog
- Calintaan
- Looc
- Lubang
- Magsaysay
- Mamburao
- Paluan
- Rizal
- Sablayan
- San Jose
- Santa Cruz